# Trådspelare

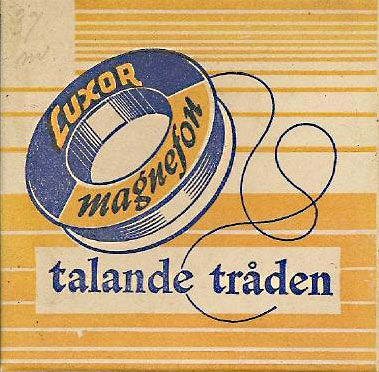
Förpackning för tråd till Luxor Magnefon

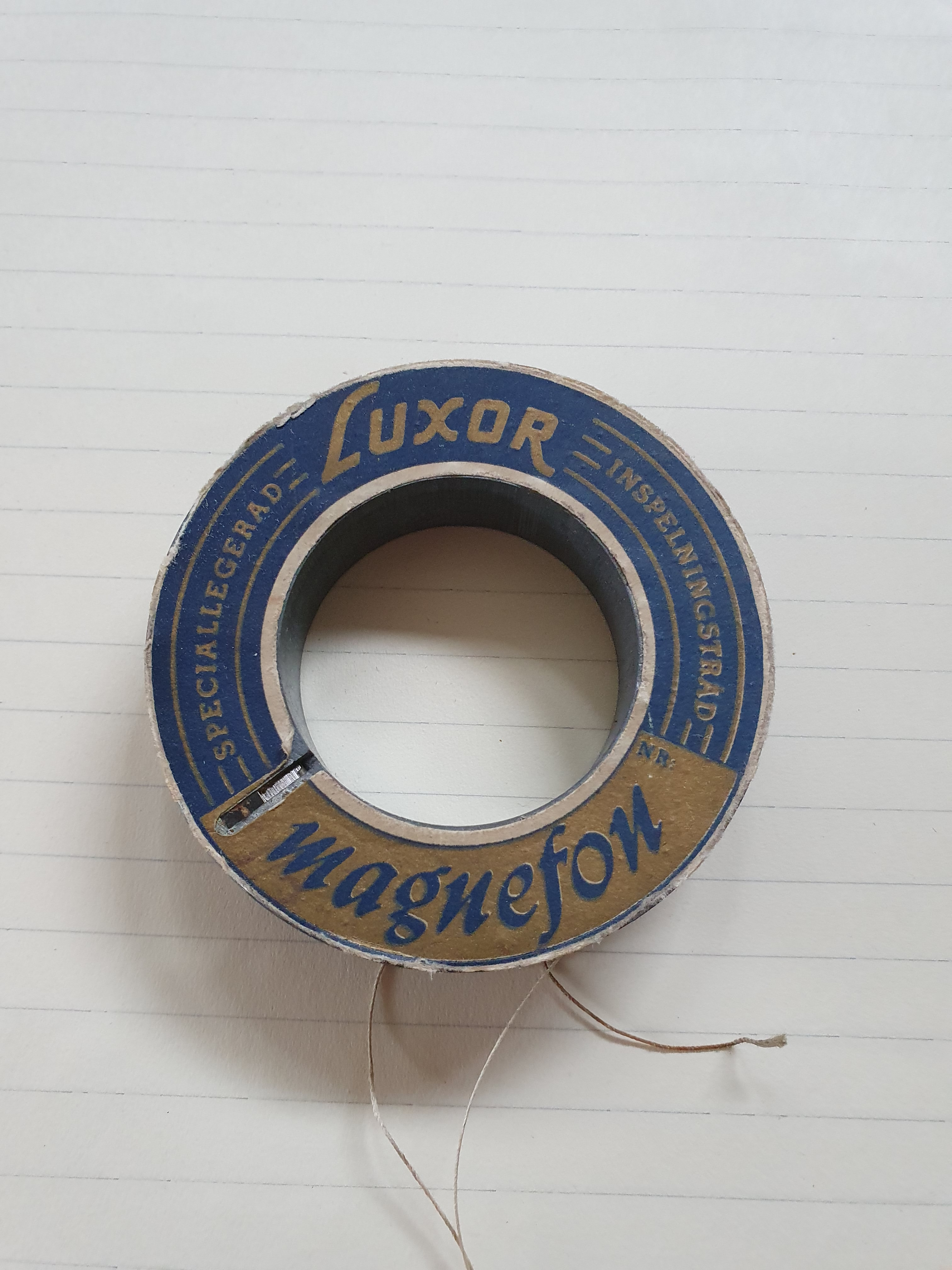
Tråd för trådspelare.

Trådspelare, även kallad magnefon, var en föregångare till rullbandspelaren. I stället för ett magnetiserbart band hade den en hårstråtunn ståltråd som bärare av den magnetiska informationen. Principen uppfanns 1898 av Valdemar Poulsen.
I Sverige tillverkade Luxor i Motala en trådspelare som marknadsfördes under varumärket Magnefon. Det ledde till att termerna magnefon och trådspelare i vardagligt tal kan uppfattas som synonymer. Ordet Magnefon är ett teleskopord av magnetisk och fonograf
Trådspelaren och Magnefonen hade en kort blomstringstid på 1940-talet, men blev en antikvitet när bandspelartekniken slog igenom.

## Historia
De tidigaste trådspelarna saknade förstärkare så ljudsignalen var mycket svag men var tillräcklig för att kunna driva ett par hörlurar eller en keramisk öronsnäcka. inspelningen skedde med hjälp av en kolkornsmikrofon då det inte behövdes någon förstärkare utan bara en drivspänning. Förstärkare tillkom när radioröret uppfanns under första världskriget. Detta gjorde att man inte bara kunde förstärka signalen från tonhuvudet utan även ansluta bättre typer av mikrofoner som bl.a. kristall- och dynamiska mikrofoner vilket förbättrade ljudkvaliteten enormt och gav mycket mindre brus. Ända fram till 1940-talet användes trådspelare nästan enbart av företag, staten och militären, framför allt för telefon- och talinspelningar. Efter andra världskriget då ransoneringen av material upphörde började flera företag att tillverka trådspelare för allmänt bruk. Några av de mest kända företagen var amerikanska Webster-Chicago och svenska Luxor. Från 1947 till 1953 hade trådspelarna sin guldålder innan bandspelarna blev vanliga under mitten av 1950-talet.

## Trådspelarens brister och problem
Anledningen till att bandspelaren snart blev mer populär än trådspelaren var att trådspelaren hade många brister som att den tunna ståltråden ofta gick av och att trådhastigheten var mycket hög så det krävdes väldigt långa spolar för längre inspelningar. För en timmes inspelning krävdes det en 2 195 m tråd. Även om en trådspelare kunde ge bra ljudkvalitet så gav en bandspelare ännu bättre ljudkvalitet och med mycket lägre bandhastighet.

## Trådspelare idag
Idag används inte trådspelare till praktiska ändamål men det finns en del entusiaster som reparerar slitna exemplar. Det finns också väldigt mycket ovanliga radioinspelningar på tråd. Personer som hade en trådspelare på 40- eller 50-talet brukade ofta spela in låtar de tyckte var bra från radio. Trådspelaren gav också upphov till bootlegs eftersom trådspelaren var den första magnetiska inspelningsmaskinen och det finns fortfarande kvar många tidiga jazz-bootlegs.